# バラ属
バラ属（ばらぞく、Rosa）はバラ科の属の一つ。いわゆるバラを含む分類群である。
バラ属には、日本で有名なものとしてはノイバラやハマナス、それに栽培植物のバラが属している。
バラ属に、属する植物は150種類以上あるといわれ、多くの栽培品種を持つ。古代ギリシャからバラは栽培されており、イスラム教徒によりイベリア半島に持ち込まれ、ヨーロッパ中心部まで伝わったとされている。園芸植物としてのバラについては、バラを参照。
種の多くは北半球に分布する。多くは葉や茎に棘を持ち、ほとんどは蔓性か匍匐性の小低木。花弁は基本的に5枚であるが、必ずしもそうとは限らない。

## 分類
世界のバラ属の系統
バラ属の種の一覧

## 主な種
日本にはバラ亜属またはサンショウバラ亜属に属する以下の種が分布する

### バラ亜属

#### ノイバラ節
- ノイバラ Rosa multiflora Thunb.
  - ツクシイバラ Rosa multiflora Thunb. var. adenochaeta (Koidz.) Ohwi
- ヤマイバラ　Rosa sambucina Koidz.
- ヤブイバラ Rosa onoei Makino
  - アズマイバラ Rosa onoei Makino var. oligantha (Franch. et Sav.) H.Ohba
  - モリイバラ Rosa onoei Makino var. hakonensis (Franch. et Sav.) H.Ohba
- ミヤコイバラ Rosa paniculigera (Koidz.) Makino ex Momiy.
- フジイバラ Rosa fujisanensis (Makino) Makino
- テリハノイバラ Rosa luciae Rochebr. et Franch. ex Crép.

#### ハマナス節
- ハマナス Rosa rugosa Thunb.
- カラフトイバラ Rosa amblyotis C.A.Mey.
- オオタカネバラ Rosa acicularis Lindl.
- タカネバラ Rosa nipponensis Crép.

#### ナニワイバラ節
- ナニワイバラ（帰化）Rosa laevigata Michx.

##### カカヤンバラ節
- カカヤンバラ Rosa bracteata H.Wendl.

### サンショウバラ亜属
- サンショウバラ Rosa hirtula (Regel) Nakai

### その他

#### モッコウバラ節
- モッコウバラ

## 写真

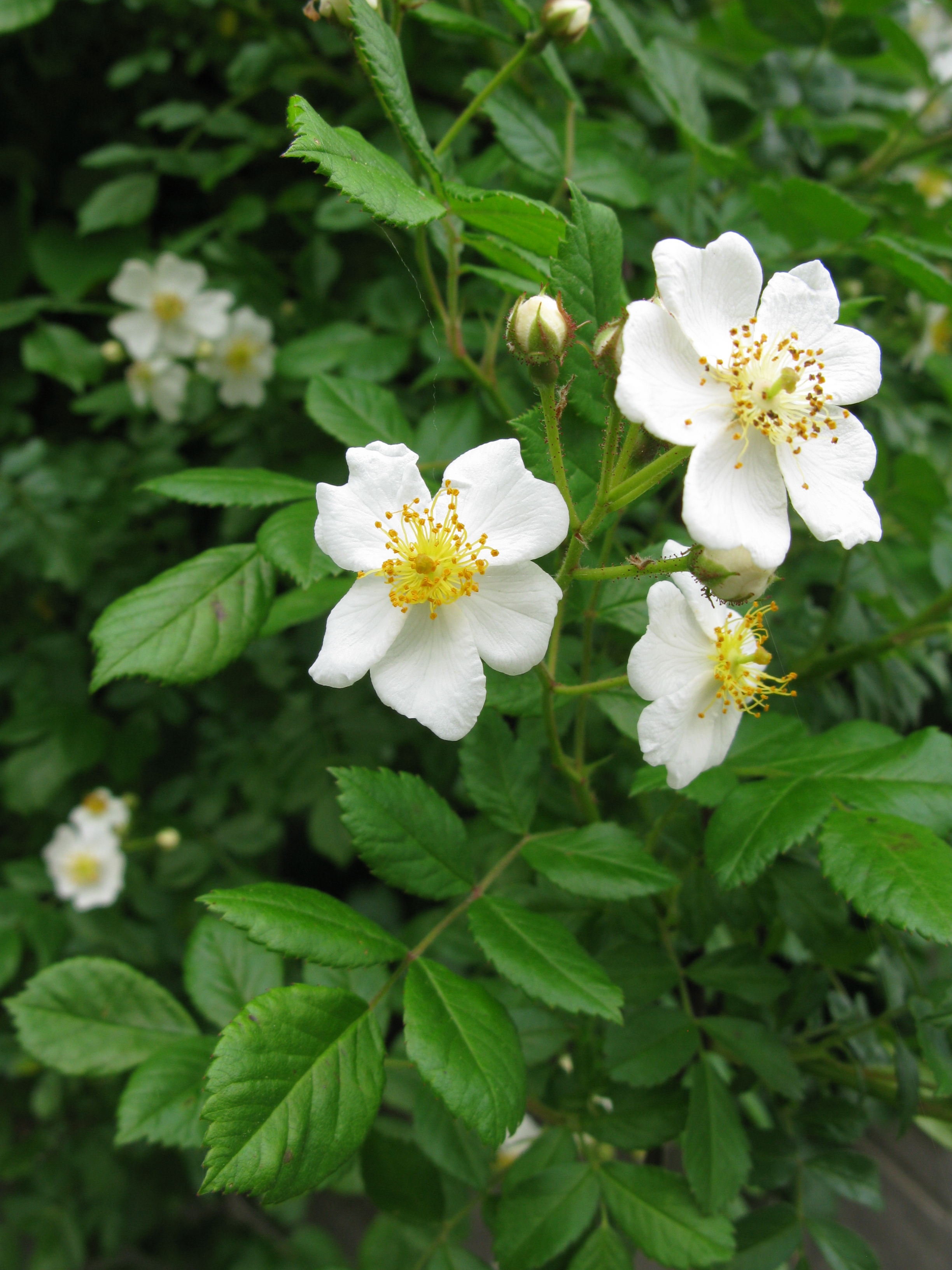
ノイバラ
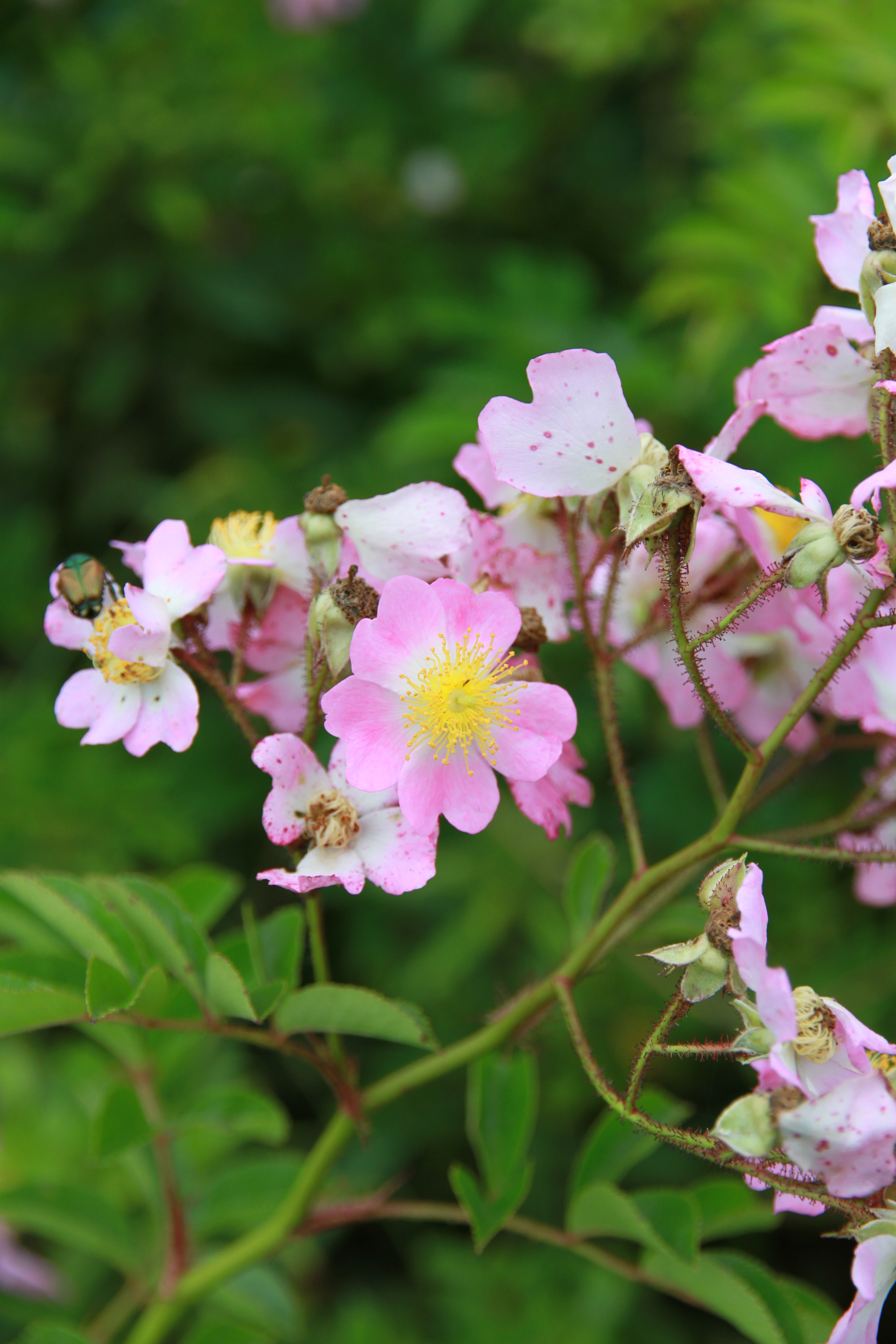
ツクシイバラ
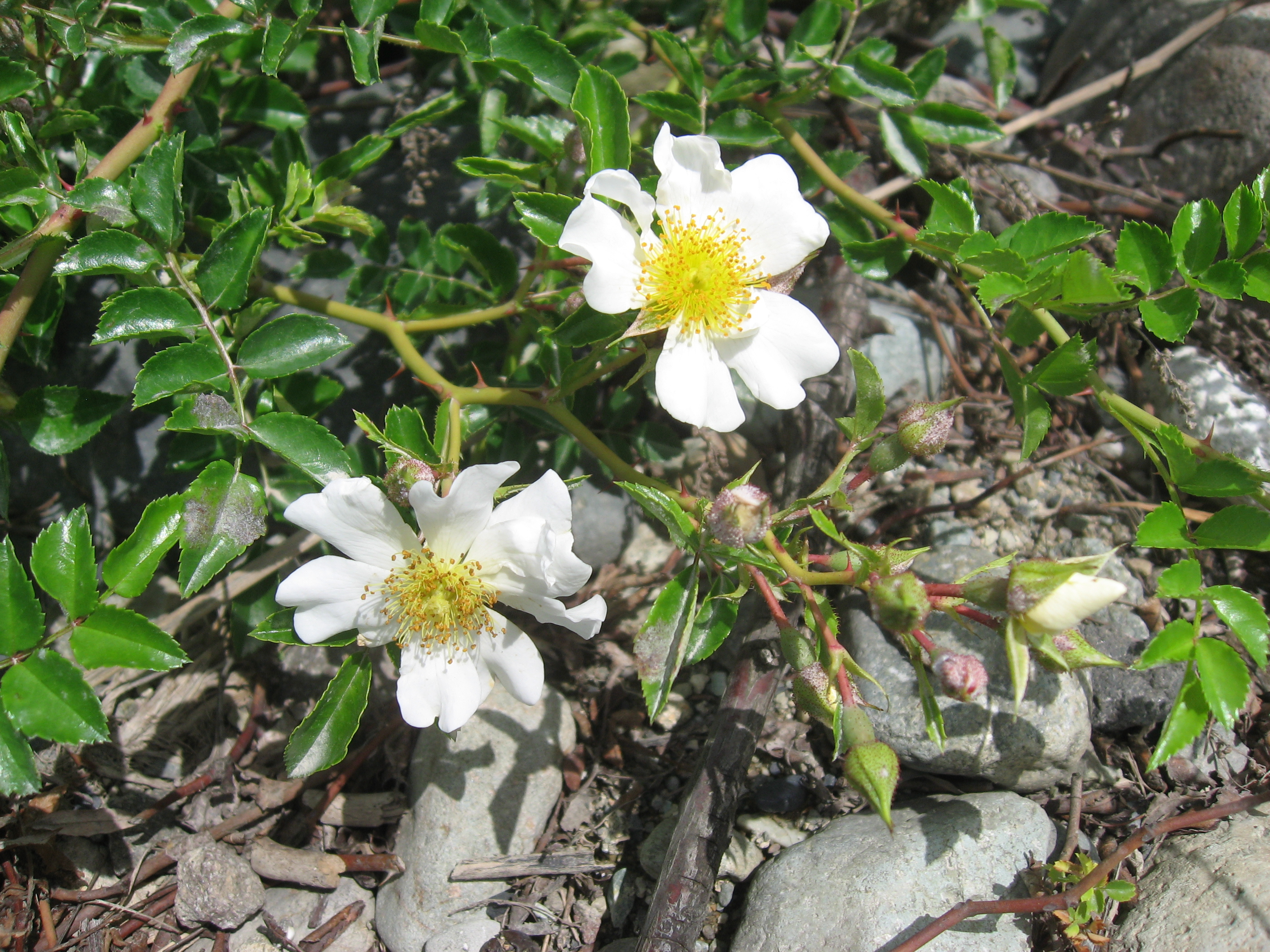
テリハノイバラ
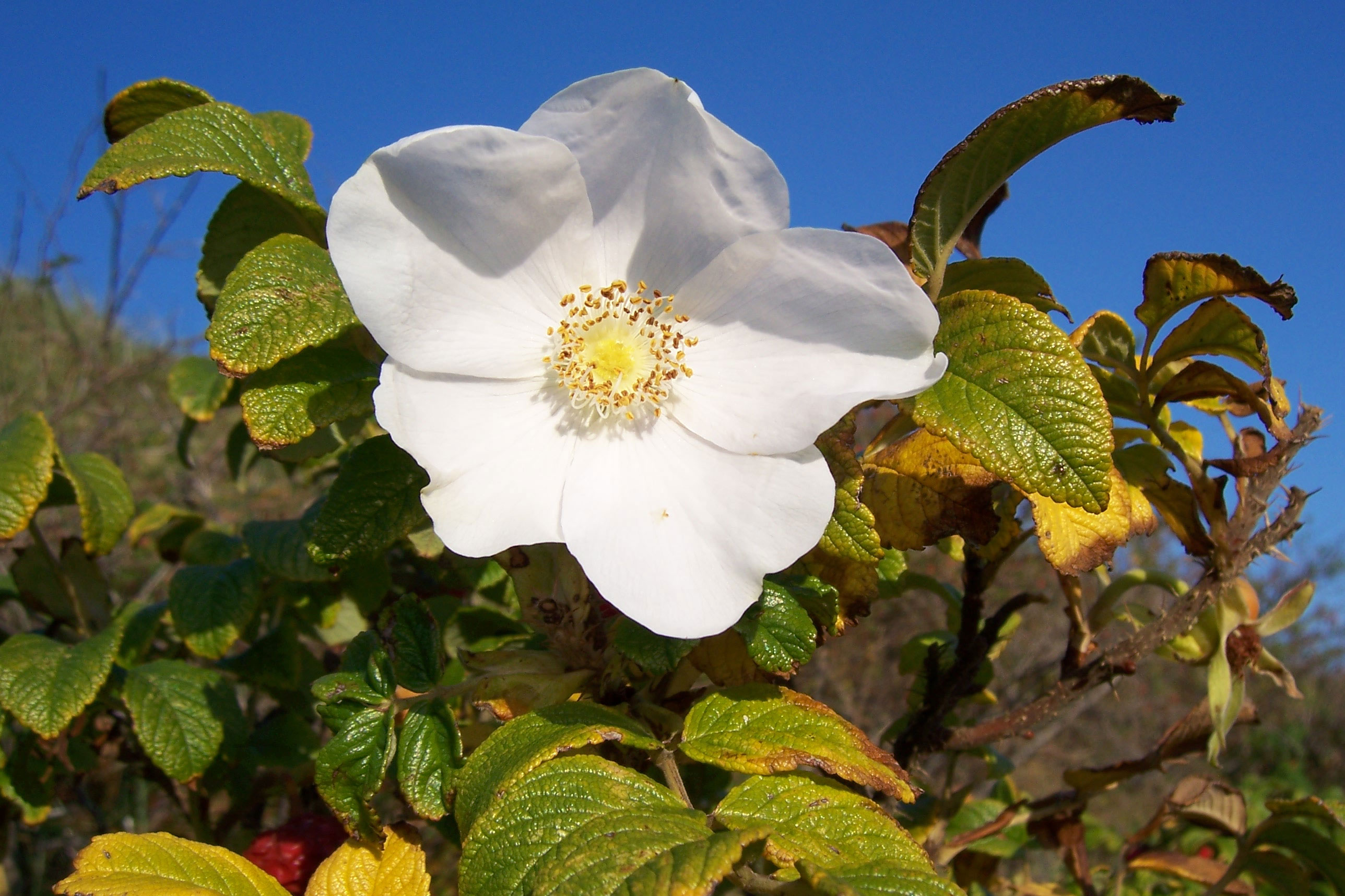
ハマナス
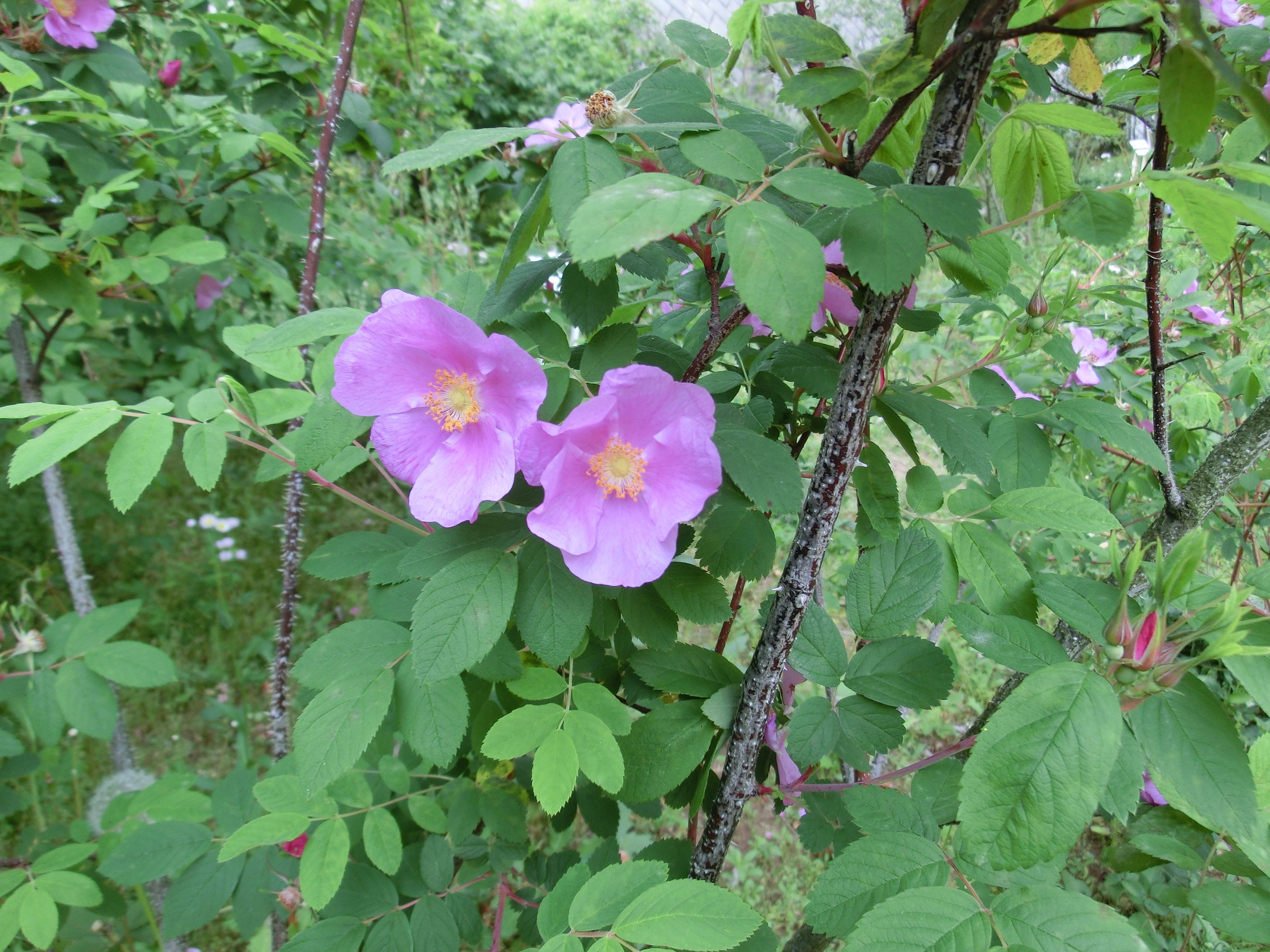
カラフトイバラ
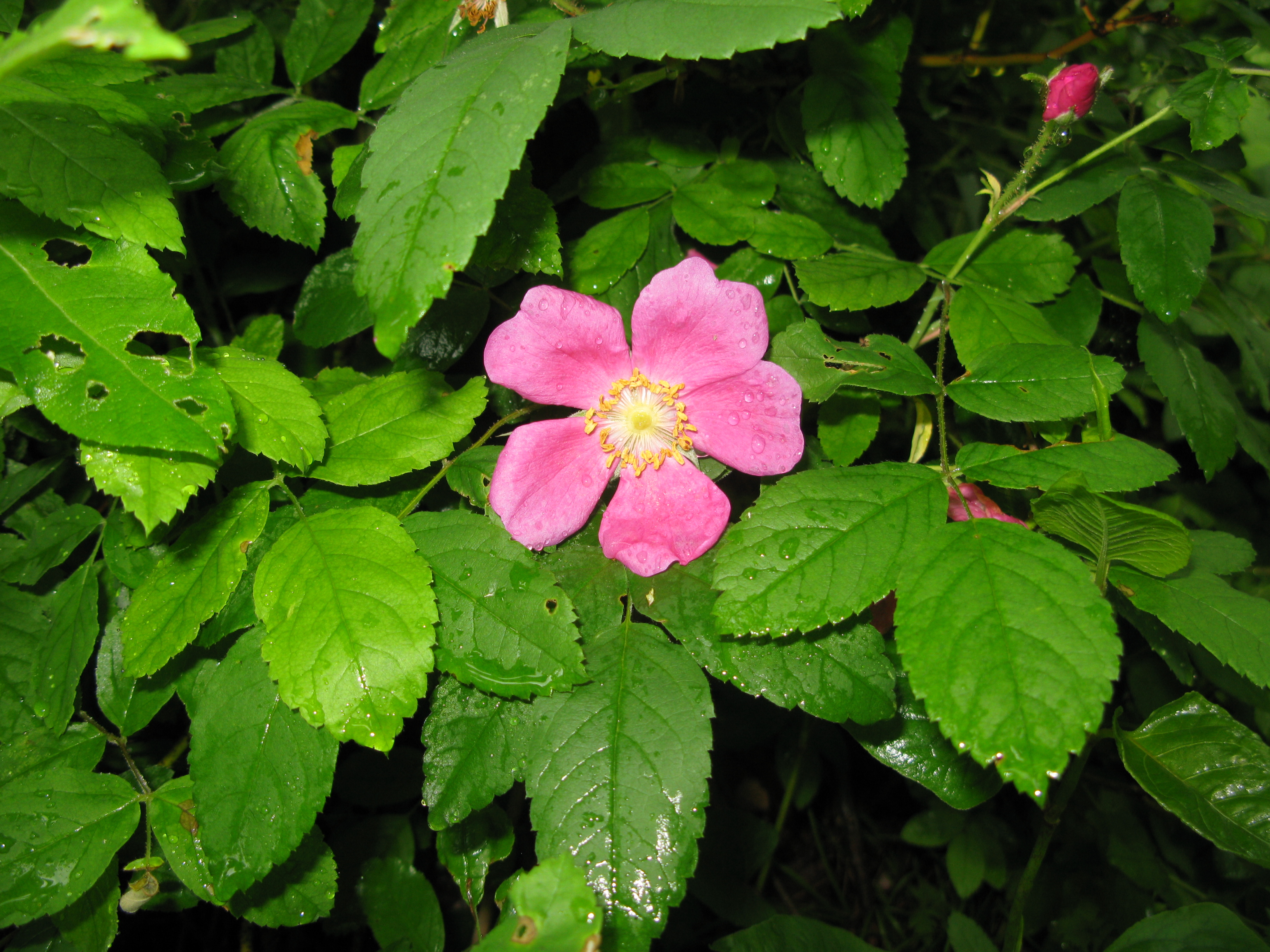
オオタカネバラ
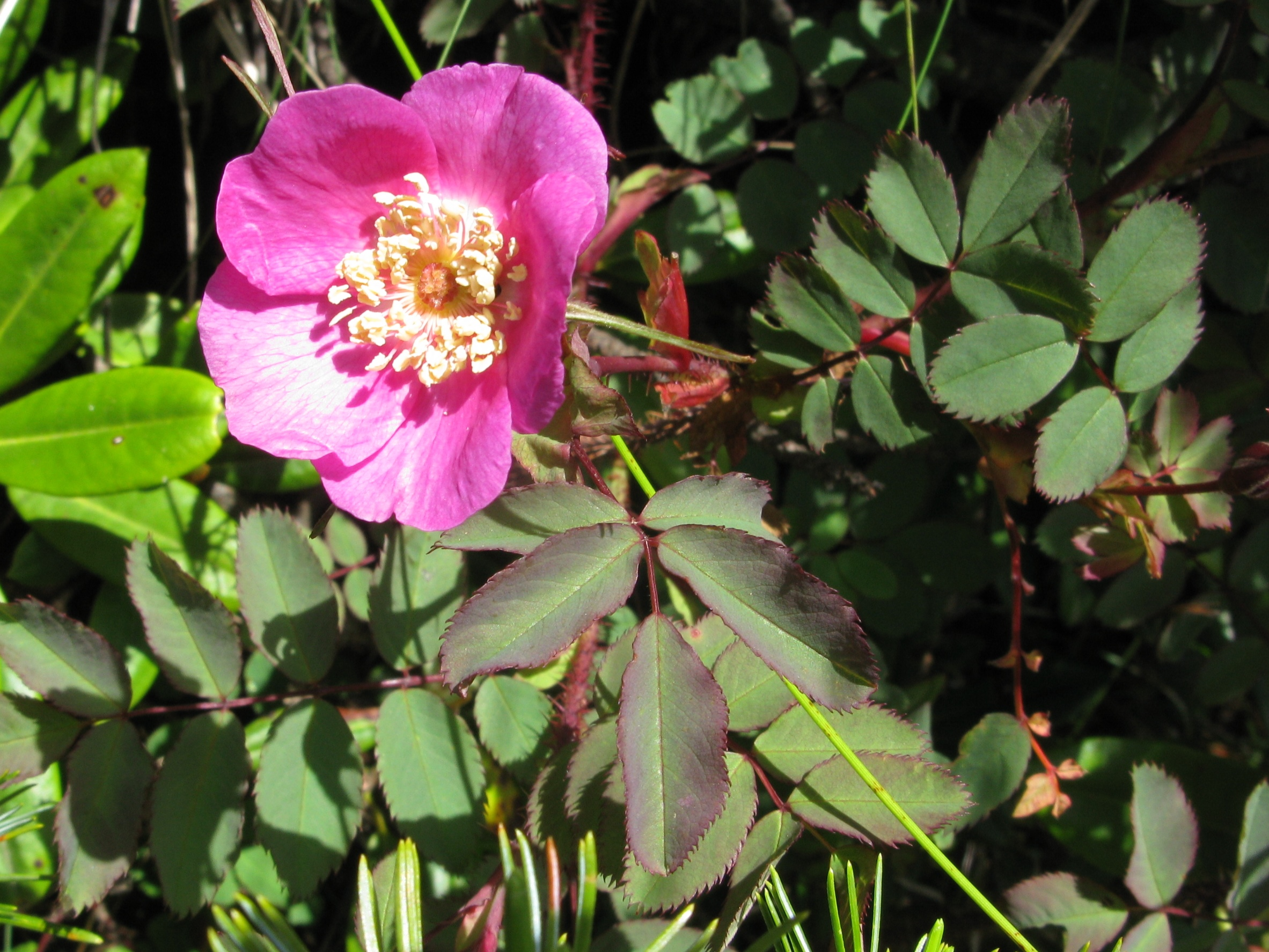
タカネバラ
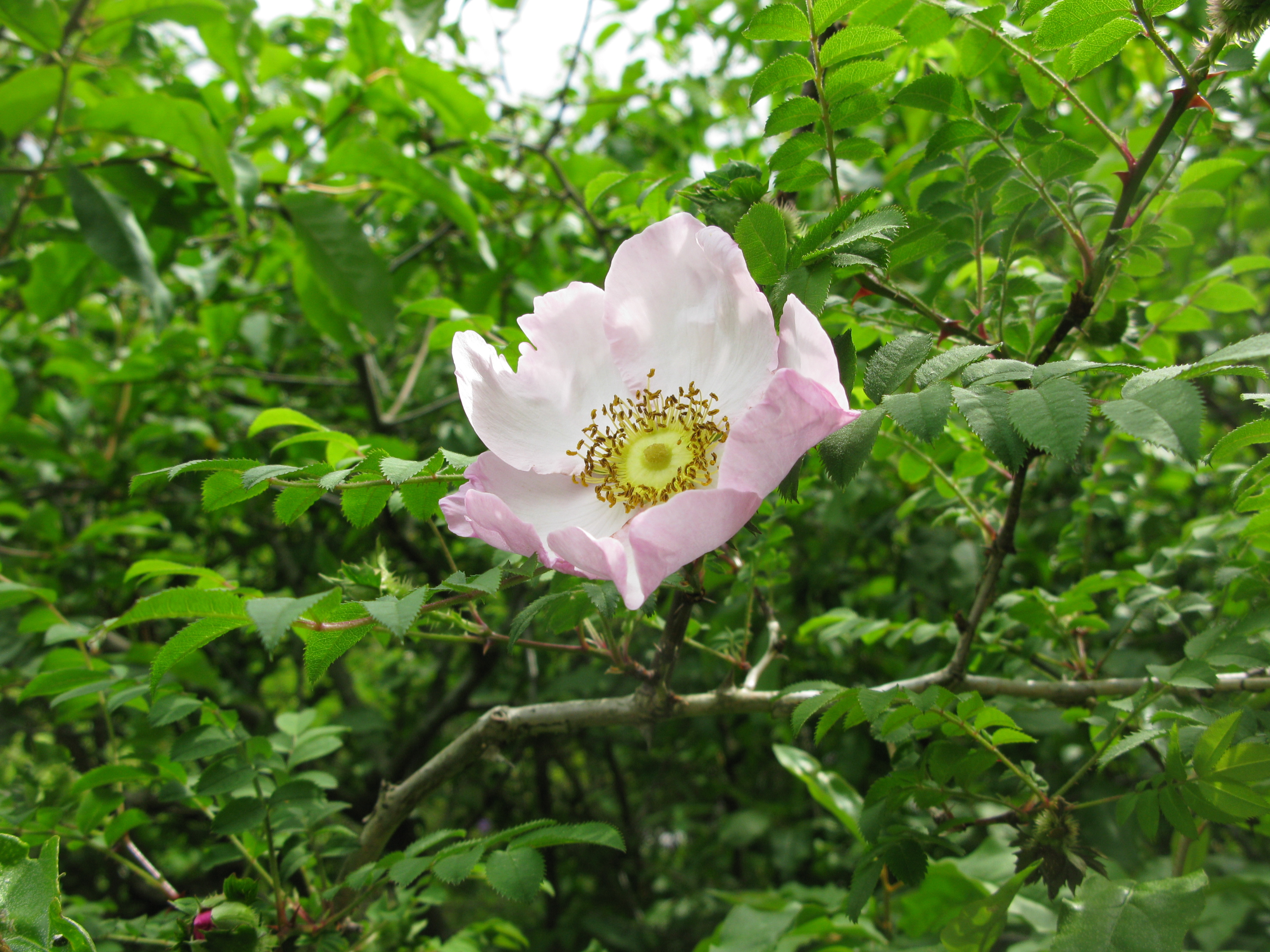
サンショウバラ
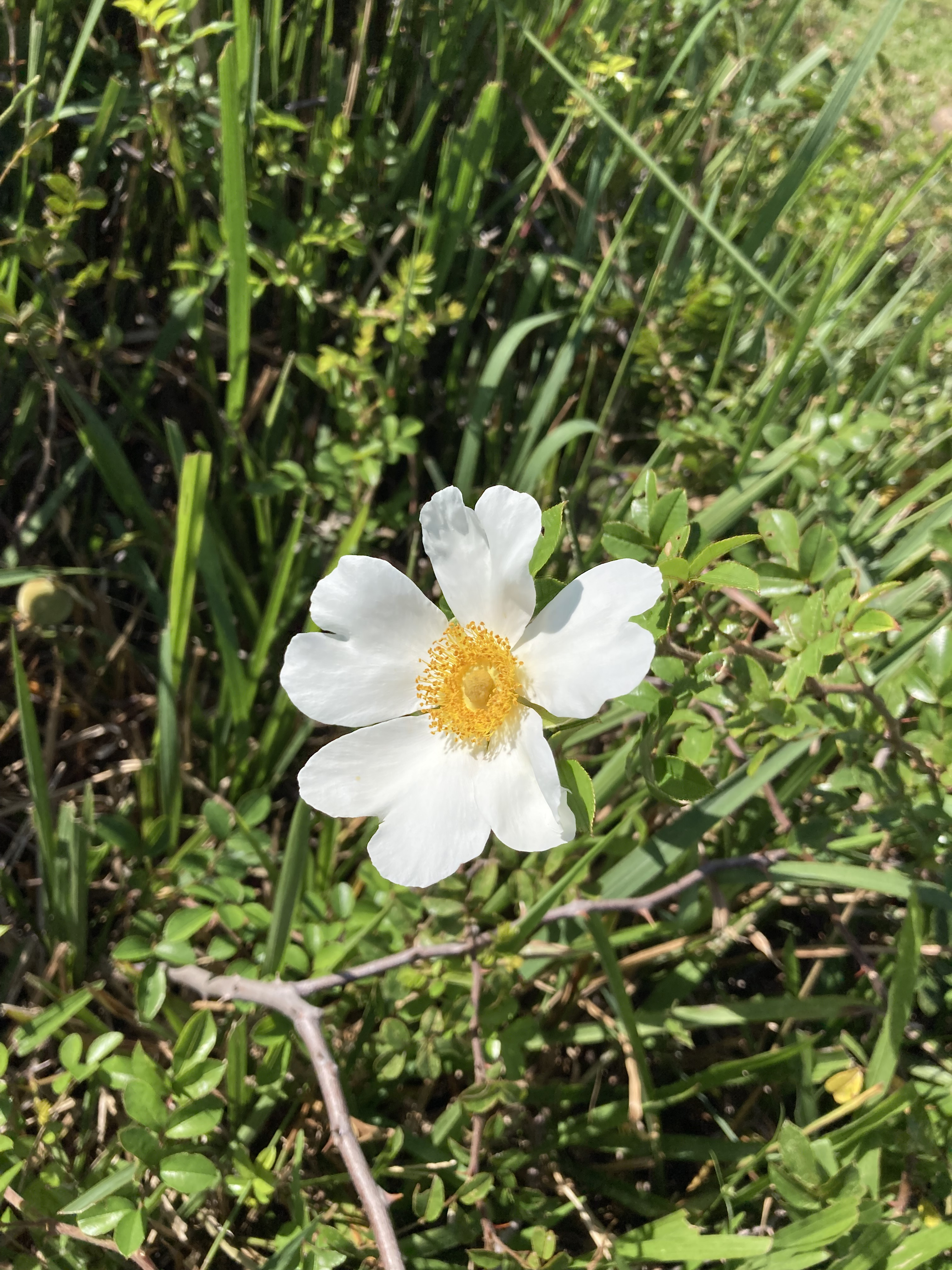
カカヤンバラ（ヤエヤマノイバラ）